# The Bluetones
Bluetones (читается как Блютоунс) — британская музыкальная группа, созданная в 1993 году в пригороде Лондона, городке Хаунслоу.

## История
The Bluetones начинали свой творческий путь (первый год называясь «Ботлгарден») со стиля брит-поп, на годы расцвета которого в середине 90-х пришлись и самые большие успехи коллектива. Так их самый первый альбом «Expecting to Fly» (с англ. — «В надежде полететь») середины 1996 года дебютировал в национальном хит-параде сразу же на первом месте, впоследствии став платиновым в Великобритании. Особо успешной стала композиция «Slight Return», по которой многие и узнали о группе.
Относительно удачными были и два последующих альбома — "Return to Last Chance Saloon" (1998) и "Science & Nature" (2000), которые попали в top-10 британского чарта. Однако постепенно коллектив перешёл на инди-рок, что привело к спаду их популярности. Вышедшие в "нулевые" три альбома не снискали никакого успеха, и в 2011 группа провела прощальный тур, завершившийся в Осаке, Япония.
В 2015-м, The Bluetones собрались снова, чтобы дать несколько концертов в Британии.

## Состав
- Марк Моррис − вокал
- Адам Девлин − гитара
- Скотт Моррис − бас-гитара
- Эдвард Честерс − ударные

### Бывшие участники
- Ричард Пейн (с 1998 по 2001) − клавишные, гитара

## Дискография
- «Expecting to Fly» (1996) - #1 UK
- «Return To The Last Chance Saloon» (1998) - #10 UK
- «Science & Nature» (2000) - #7 UK
- «Luxembourg» (2003) - #49 UK
- «The Bluetones» (2006) - #100 UK
- «A New Athens» (2010) - #21 UK Indie